# Batisfera
Batisfera (tudi globokomorska krogla)  je tlačna komora z notranjim atmosferskim tlakom, ki se uporablja za potapljanje. Beseda je sestavljena iz dveh grških besed bathys (globok) in sphaira (krogla). Debele stene so tesne in zdržijo pritisk vode, tako da se tlak v kabini v vodi ne spremeni, v nasprotju s potapljaškim zvonom.
Batisfera je votla krogla, ki se spušča iz matične ladje na kablu v oceanske globine. Nima lastnega pogon kot kasnejša globokomorska potapljaška vozila.
Prva batisfera je bila zgrajena leta 1930. Zgradila sta jo profesor William Beebe in njegov inženir Otis Barton. Z njo sta se leta 1930 potopila na Bermudih 435 metrov, leta 1932 661 metrov in  15. avgusta 1934 - takrat senzacionalno - 923 metrov pod morsko gladino.

## Tehnični podatki prve batisfere
- Premer 1,44 m
- Debelina stene 38 mm
- Premer jaška 35 cm
- 3 okna iz kvarčnega stekla: premer 20 cm, debelina 75 mm
- Teža: 2270 kg